# Трапповая провинция Парана-Этендека

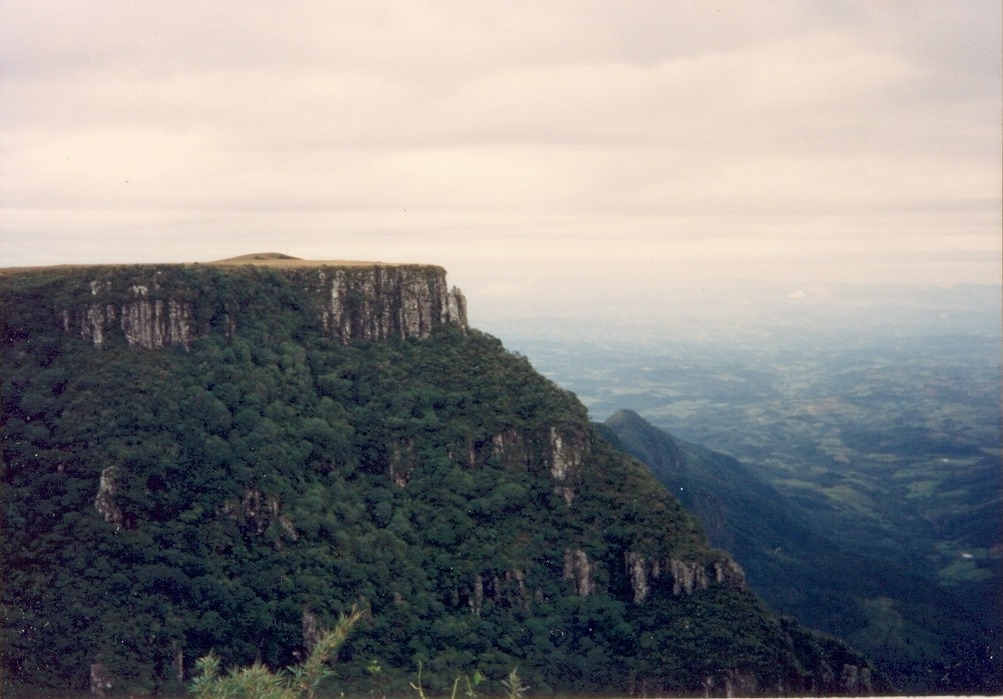
Характерные для трапповой провинции уступы, сформированные потоками базальтов в районе магматической провинции Парана. Бразилия, штат Санта-Катарина

Траппы Парана-Этендека (Понта-Гроса, Парана, Бразилия; и плато Этендека на юго-западе Анголы и северо-западе Намибии) — крупная магматическая провинция, включающая в себя как траппы бассейна реки Парана, так и меньшие по размерам траппы плато Этендека в Намибии и Анголе. Последние трапповые излияния в этой провинции произошли в районе 138—128 млн лет назад. Первоначальный объём изверженного материала прогнозируется в районе 2,3×106 км³, площадь территории, уничтоженной лавовыми потоками, могла составить 1,5×106 км².
Образцы базальта данной магматической провинции имеют возраст порядка 132 млн лет. Они ведут своё происхождение с островов Гоф и Тристан-да-Кунья, связанных со срединно-океаническим хребтом Уолфиш-Ридж (Тристанская горячая точка). Подводная горная возвышенность Рио-Гранде (от 25° ю. ш. до 35° ю. ш.) идет на восток со стороны Параны. Точные причины такого направления возвышенности пока не ясны, однако, согласно имеющимся данным, возможно, что этот район Земли в прошлом, приблизительно 132 миллиона лет назад, был местом крупнейшего взрывного вулканического извержения в истории Земли.